# 佐藤隼輔
佐藤 隼輔（さとう しゅんすけ、2000年1月3日 - ）は、山形県山形市生まれ、宮城県仙台市出身のプロ野球選手（投手）。左投左打。埼玉西武ライオンズ所属。

## 経歴

### プロ入り前
山形県山形市で生まれ、宮城県仙台市で育った。
仙台市立愛子小学校4年生のときに愛子スポーツ少年野球団で野球を始め、小学6年生の冬から仙台市立広瀬中学校1年生の夏まではリトルリーグの折立スパローズに所属し、全国大会での優勝を経験。その後は広瀬中学校の軟式野球部に所属した。
仙台高校に進学すると、1年夏は背番号18でベンチ入りし、宮城広瀬との初戦に先発。9回10安打9奪三振3失点という内容で完投勝利を挙げた。2年秋から背番号1。3年夏は県大会準々決勝で敗れたが、全5試合に先発し、41イニングを投げて58奪三振を記録した。高校時代のストレートの最速は144km/hを計測しており、プロのスカウトからも注目を集めていたが、プロ志望届は提出せずに大学進学を選んだ。
筑波大学体育専門学群への進学後は、1年秋からリーグ戦に登板し、デビューから44回2/3連続無失点と好投。2年夏には日米大学野球選手権大会の日本代表に選出され、同大会では中継ぎとして全5試合に登板し、計6イニングを自責点0に抑えた。2年秋に左肘の内側を痛め、3年春は新型コロナウイルスの影響でリーグ戦が中止となったが、3年秋のリーグ戦直前に今度は左肘外側の関節に炎症を起こした。4年秋の2021年9月3日にプロ志望届を提出。同11日の東海大学戦では自己最速を更新する152km/hを計測したが、この試合で右脇腹を痛めた。大学4年間ではリーグ戦通算防御率1.55。
10月11日に開催されたドラフト会議にて、埼玉西武ライオンズから2位指名を受けた。ドラフト前は大学の先輩で1996年の杉本友以来となる国立大学出身の1位指名も期待されていたが叶わず、指名後の会見では「悔しい思いはありますが、順位に関係なく頑張りたいです」と語った。11月17日に契約金7000万円・年俸1250万円（金額はいずれも推定）で入団に合意した。背番号は19。背ネーム表記は「SATO」。担当スカウトは竹下潤。

### 西武時代
2022年は春季キャンプをA班でスタートし、オープン戦にも登板した。辻発彦監督からは中継ぎ起用が明言されていたが、今井達也の登板回避を受け、急遽3月21日の東京ヤクルトスワローズとのオープン戦に先発。5回無失点と好投し、そのまま開幕ローテーションに入り、開幕4試合目の北海道日本ハムファイターズ戦でプロ初登板初先発。5回4安打1四球2奪三振無失点という内容でプロ初勝利を挙げた。その後は先発登板を一度飛ばすための登録抹消がありながらも、先発ローテーションを回っていたが、6月7日の読売ジャイアンツ戦では勝敗は付かなかったものの、4回4失点と試合を作れず、翌8日に出場選手登録を抹消された。7月13日に特例2022の代替指名選手として一軍へ昇格したが、登板機会は無く、同17日には無症状ながら新型コロナウイルス陽性判定を受け、特例2022で出場選手登録を抹消された。9月1日に先発として出場選手登録となったが、同日の先発予定試合が雨天中止となり、その後は中継ぎとして一軍に帯同。翌2日の福岡ソフトバンクホークス戦でプロ初のリリーフ登板となり、1イニングを無失点に抑えたものの、9月5日に出場選手登録を抹消された。同15日の再登録後もリリーフとして起用され、ルーキーイヤーは一軍で12試合（9先発）に登板して3勝4敗・防御率4.60を記録。オフに350万円増となる推定年俸1600万円で契約を更改した。なお、シーズン終了後にトレードで佐藤龍世が入団したため、報道上の表記およびスコアボード上の表記が「佐藤隼」となった。
2023年は中継ぎとして開幕一軍入りを果たし、4月1日のオリックス・バファローズ戦でシーズン初登板を果たすと、自己最速の155km/hを計測。同6日の東北楽天ゴールデンイーグルス戦でプロ初ホールドを記録し、その後は水上由伸や増田達至の不調もあり、勝ちパターンとして起用されるようになった。ただ、指の違和感に悩まされており、アップの前後や登板前のブルペンではカイロで手を温め、血流の改善を図っていたが、6月半ばから状態を落とし、7月3日に出場選手登録を抹消された。同16日に再登録されて以降は、8月末から2週間ほど二軍再調整期間がありながらも、シーズン終了まで一軍でブルペンの一角を担い、この年は47試合の登板で1勝2敗18ホールド・防御率2.50を記録。また、ストレートの平均球速は前年から4km/h以上アップとなる149.9km/hを計測した。シーズン終了後には第2回アジアチャンピオンシップの日本代表に選出され、同大会では1次リーグのオーストラリア戦に登板したが、NPBとは異なる大会使用球の影響もあり、制球に苦しんだ。オフに1400万円増となる推定年俸3000万円で契約を更改した。
2024年も開幕を一軍で迎え、5月12日の楽天戦での登板を終えた時点では、14試合の登板で0勝1敗7ホールド・防御率1.46を記録していた。ただ、中8日での登板となった5月21日の千葉ロッテマリーンズ戦では、1回無失点ながら3四球。その後2試合の登板を経て、6月1日の巨人戦でも1/3回で3四球と制球を乱すと、2日の同カードでは1/3回で3安打3失点と打ち込まれ、翌3日に出場選手登録を抹消された。5月末から胃腸炎を患っていたが、6月15日に再登録されて以降は26試合に登板し、失点を喫した登板は1試合のみ。22試合連続無失点でシーズンを終え、この年は45試合の登板で2勝1敗17ホールド・防御率1.69を記録した。オフに1300万円増となる推定年俸4300万円で契約を更改した。
2025年も開幕を一軍で迎えたが、失点を喫した登板では複数失点が多く、6月8日の広島東洋カープ戦でも2回2失点。開幕から16試合に登板し、0勝2敗6ホールド・防御率6.89という成績で翌9日に出場選手登録を抹消された。

## 選手としての特徴
| 球種           | 配分 % | 平均球速 km/h |
| -------------- | ------ | ------------- |
| ストレート     | 61.8   | 148.4         |
| チェンジアップ | 15.2   | 130.5         |
| スライダー     | 13.3   | 128.0         |
| パーム         | 06.3   | 118.4         |
| ツーシーム     | 03.2   | 143.8         |
| カーブ         | 00.2   | 118.0         |

最速155km/hのストレートはシュートする球質で打者の手元で微妙に変化する。
変化球については、アマチュア時代はスライダーとチェンジアップの2球種であったが、プロ1年目にカーブ、2年目のシーズン途中からはパーム、2年目のシーズン終了後からはツーシームを投げるようになっている。

## 人物
幼少期は巨人ファンで、坂本勇人を応援していた。愛称はさとしゅん。

## 詳細情報

### 年度別投手成績
| 年 度     | 球 団     | 登 板 | 先 発 | 完 投 | 完 封 | 無 四 球 | 勝 利 | 敗 戦 | セ 丨 ブ | ホ 丨 ル ド | 勝 率 | 打 者 | 投 球 回 | 被 安 打 | 被 本 塁 打 | 与 四 球 | 敬 遠 | 与 死 球 | 奪 三 振 | 暴 投 | ボ 丨 ク | 失 点 | 自 責 点 | 防 御 率 | W H I P |
| --------- | --------- | ----- | ----- | ----- | ----- | -------- | ----- | ----- | -------- | ----------- | ----- | ----- | -------- | -------- | ----------- | -------- | ----- | -------- | -------- | ----- | -------- | ----- | -------- | -------- | ------- |
| 2022      | 西武      | 12    | 9     | 0     | 0     | 0        | 3     | 4     | 0        | 0           | .429  | 205   | 47.0     | 47       | 1           | 22       | 0     | 4        | 33       | 1     | 0        | 26    | 24       | 4.60     | 1.47    |
| 2023      | 西武      | 47    | 0     | 0     | 0     | 0        | 1     | 2     | 0        | 18          | .333  | 167   | 39.2     | 35       | 1           | 16       | 2     | 0        | 27       | 2     | 0        | 15    | 11       | 2.50     | 1.29    |
| 2024      | 西武      | 45    | 0     | 0     | 0     | 0        | 2     | 1     | 0        | 17          | .667  | 149   | 37.1     | 20       | 1           | 17       | 1     | 2        | 31       | 1     | 0        | 8     | 7        | 1.69     | 0.99    |
| 通算：3年 | 通算：3年 | 104   | 9     | 0     | 0     | 0        | 6     | 7     | 0        | 35          | .462  | 521   | 124.0    | 102      | 3           | 55       | 3     | 6        | 91       | 4     | 0        | 49    | 42       | 3.05     | 1.27    |

- 2024年度シーズン終了時

### 年度別守備成績
| 年 度 | 球 団 | 投手  | 投手  | 投手  | 投手  | 投手  | 投手     |
| 年 度 | 球 団 | 試 合 | 刺 殺 | 補 殺 | 失 策 | 併 殺 | 守 備 率 |
| ----- | ----- | ----- | ----- | ----- | ----- | ----- | -------- |
| 2022  | 西武  | 12    | 1     | 6     | 1     | 0     | .875     |
| 2023  | 西武  | 47    | 0     | 4     | 2     | 1     | .667     |
| 2024  | 西武  | 45    | 5     | 5     | 0     | 0     | 1.000    |
| 通算  | 通算  | 104   | 6     | 15    | 3     | 1     | .875     |

- 2024年度シーズン終了時

### 記録
初記録
投手記録
- 初登板・初先発登板・初勝利・初先発勝利：2022年3月29日、対北海道日本ハムファイターズ1回戦（札幌ドーム）、5回無失点で勝利投手[26]
- 初奪三振：同上、1回裏にレナート・ヌニエスから見逃し三振
- 初ホールド：2023年4月6日、対東北楽天ゴールデンイーグルス3回戦（楽天モバイルパーク宮城）、7回裏に2番手で救援登板、2/3回無失点[44]

打撃記録
- 初打席：2022年5月24日、対中日ドラゴンズ1回戦（バンテリンドームナゴヤ）、1回表に小笠原慎之介から三邪飛

### 背番号
- 19（2022年 - ）

### 代表歴
- 2019年 第43回日米大学野球選手権大会 日本代表
- 2023 アジア プロ野球チャンピオンシップ 日本代表